# Resolució 217 del Consell de Seguretat de les Nacions Unides
La Resolució 217 del Consell de Seguretat de l'ONU, aprovada el 20 de novembre de 1965, va determinar que la situació derivada de la declaració unilateral d'independència de Rhodèsia era extremadament greu i que el govern del Regne Unit havia de posar-hi fi, ja que constitueix una amenaça per a pau i seguretat internacionals. El Consell també va convidar a les nacions a no reconèixer el que considerava "aquesta autoritat il·legal" o mantenir-ne relacions diplomàtiques. També va demanar a tots els estats que s'abstinguessin de les relacions econòmiques amb la Colònia de Rhodèsia.
La resolució va ser aprovada per deu vots contra un; França es va abstenir.
La intercepció del MV Joanna V va ser una acció de la patrulla de Beira de la Royal Navy realitzada d'acord amb aquesta resolució el 4 d'abril. No obstant això, aquesta acció va resultar ineficaç i la Resolució 221 del Consell de Seguretat de les Nacions Unides va ser adoptada el 9 d'abril per concedir més poders a la patrulla de Beira.